# Cerimonia di chiusura dei XX Giochi olimpici invernali

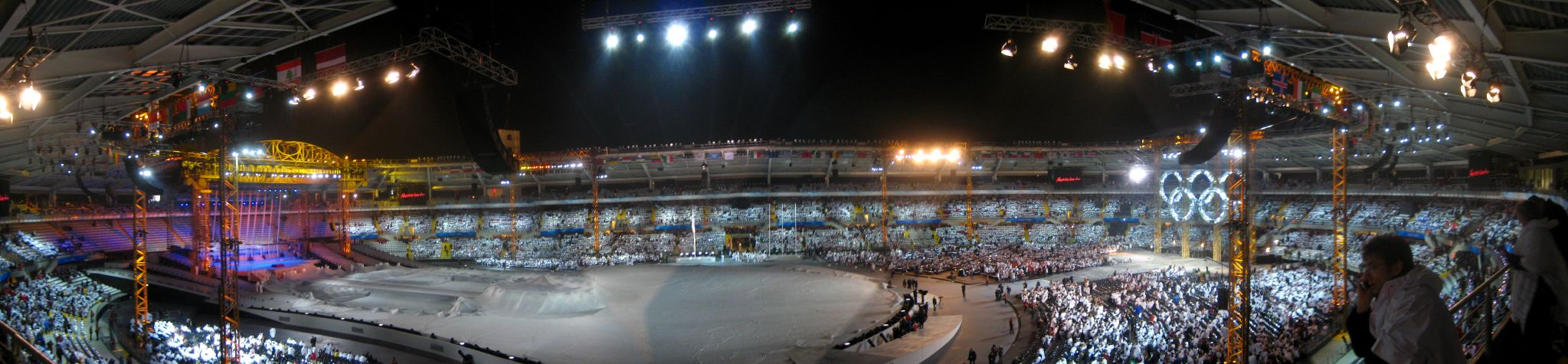
Lo Stadio Olimpico di Torino poco prima dell'inizio della cerimonia

La cerimonia di chiusura dei XX Giochi olimpici invernali si è tenuta il 26 febbraio 2006 alle ore 20:00 CET (19:00 UTC) presso lo Stadio Olimpico di Torino, ottenendo circa 800 milioni di contatti televisivi (vincendo la serata televisiva italiana).

## Programma
L'evento, promosso dal Comitato Organizzatore Toroc, è stato ideato e prodotto da K2006 (K-events Filmmaster Group). Il produttore Esecutivo e Direttore Artistico è Marco Balich, Responsabile dei Contenuti Alfredo Accatino, autore e regia Daniele Finzi Pasca, Art Direction Lida Castelli. Produttore Associato Ric Birch.
Per la produzione della Cerimonia l'organizzazione si è avvalsa di una struttura di 230 persone di produzione, 4000 volontari, 300 persone di cast coordinata da Marco Astarita.
Il tema scelto per lo spettacolo è stato il Carnevale italiano, i cui festeggiamenti coincidevano, nel calendario del 2006, con gli ultimi giorni dei Giochi Olimpici. Agli spettatori e agli atleti è stato fornito un'audience kit contenente mascherine da indossare sul viso, luci, un poncho bianco, che ha uniformato tutti gli spettatori.
Nei vari quadri della coreografia sono stati presentati costumi ispirati ai film di Federico Fellini, i carri del Carnevale di Viareggio, le maschere tipiche come Arlecchino e Pulcinella a bordo di Vespe e Fiat 500. Costumi di Giovanna Buzzi.
Le musiche originali sono state composte, arrangiate ed orchestrate da Michele Centonze in collaborazione con Stefano Nanni, Alessandro Magri, Giuseppe Gambino, Serenella Occhipinti e Maria Bonzanigo.
Come avvenuto alle Olimpiadi estive di Atene 2004, in cui vennero consegnate le medaglie della maratona maschile, anche nella cerimonia di chiusura di Torino è stata inserita anche l'ultima premiazione dei Giochi: in questo caso sono stati premiati i primi tre classificati nella 50 km di sci di fondo a tecnica libera che si era svolta nella mattinata. L'oro è andato all'italiano Giorgio Di Centa, l'argento al russo Evgenij Dement'ev e il bronzo all'austriaco Michail Botvinov. Le medaglie non sono state consegnate dal presidente del CIO Jacques Rogge, come era inizialmente previsto dal protocollo, bensì da Manuela Di Centa, membro del CIO e sorella del neo-campione olimpico, accompagnata da Gianfranco Kaspar, presidente della Federazione Internazionale Sci (FIS) e anch'egli membro del CIO. L'inno nazionale quindi ha suonato 2 volte, prima per la premiazione, con la versione cantata durante la cerimonia di apertura da Eleonora Benetti, una bambina di 9 anni vestita del tricolore (come all'apertura), e da un coro di 24 sportivi italiani, e in seguito in una più semplice versione strumentale.
La serata è proseguita con gli elementi tradizionali e protocollari della cerimonia di chiusura: la sfilata delle bandiere delle nazioni partecipanti che ha preceduto l'ingresso informale degli atleti, i discorsi conclusivi e di ringraziamento del presidente del Comitato Organizzatore e del presidente del CIO, il passaggio di consegne da Torino a Vancouver, la città canadese che avrebbe ospitato i XXI Giochi olimpici invernali.
La bandiera olimpica è stata portata in scena da 8 grandi campioni del passato: Nino Benvenuti, medaglia d'oro alle Olimpiadi di Roma del 1960; Klaus Dibiasi, 3 medaglie olimpiche (argento 1964, oro nei tuffi 1968 e 1972), il calciatore Gianluca Vialli; la campionessa di atletica Sara Simeoni, medaglia d'oro nel 1980 a Mosca; Gustav Thöni, due medaglie, oro e argento, alle olimpiadi invernali del 1972 a Sapporo; la nuotatrice Novella Calligaris, prima italiana a conquistare il podio olimpico nel nuoto (un argento e due bronzi nel 1972); lo sprinter Livio Berruti, oro nei 200 metri alle Olimpiadi 1960 di Roma; il ciclista Mario Cipollini, campione del mondo di ciclismo.
Lo spegnimento del braciere olimpico è stato effettuato da parte di Isolde Kostner, cugina della portabandiera dell'Italia Carolina, entrata in scena insieme ad altre 400 spose.
Nel segmento dedicato al Canada,  è stato costruito Ilaanaq, il simbolo scelto come logo di Vancouver 2010. Ilaanaq è un termine della lingua inuktitut parlata dagli Inuit che significa "amico", e rappresenta un inukshuk, una figura formata da sassi impilati usata per segnalare una direzione o come pietra miliare dalle popolazioni del Canada artico (analogo all'ometto utilizzato dagli escursionisti e dagli alpinisti). L'inukshuk olimpico è formato da cinque parti, tante quanti sono i cinque cerchi olimpici, di cui riprende anche i colori: la testa è verde, la linea delle braccia è nera, il tronco è blu, la gamba sinistra è rossa mentre la destra è gialla.
Nel corso della serata, che si è conclusa con uno straordinario spettacolo di fiamme ed effetti pirotecnici, si sono esibiti i cantanti italiani Andrea Bocelli e Elisa, la canadese Avril Lavigne nel quadro dedicato al paese sede dei prossimi Giochi, e Ricky Martin.
Gli stessi autori delle Cerimonie, vestiti da guardie svizzere o venditori di fiori sono scesi in scena, concludendo lo spettacolo.

## Personalità presenti
Oltre a molte cariche pubbliche cittadine e nazionali e ai membri del CIO, erano presenti alla cerimonia:
- Silvio Berlusconi, presidente del Consiglio italiano
- Luca Cordero di Montezemolo
- Carlo XVI Gustavo di Svezia col figlio Carlo Filippo
- Granduca Enrico di Lussemburgo
- Alberto II di Monaco
- Herbert di Hannover, marito di Carolina di Monaco, sorella di Alberto II
- Rudolph Giuliani, ex sindaco di New York
- Alessandro Profumo
- Mario Andretti
- Andrea Casiraghi, figlio di Carolina di Monaco
- Tarja Halonen, Presidente della Repubblica finlandese
- Michaëlle Jean, Governatore generale del Canada
- Gordon Campbell, Primo Ministro della Columbia Britannica, la provincia canadese che ospiterà i XXI Giochi Olimpici Invernali nel 2010
- Andrea Bocelli
- Ridley Scott

## Galleria d'immagini

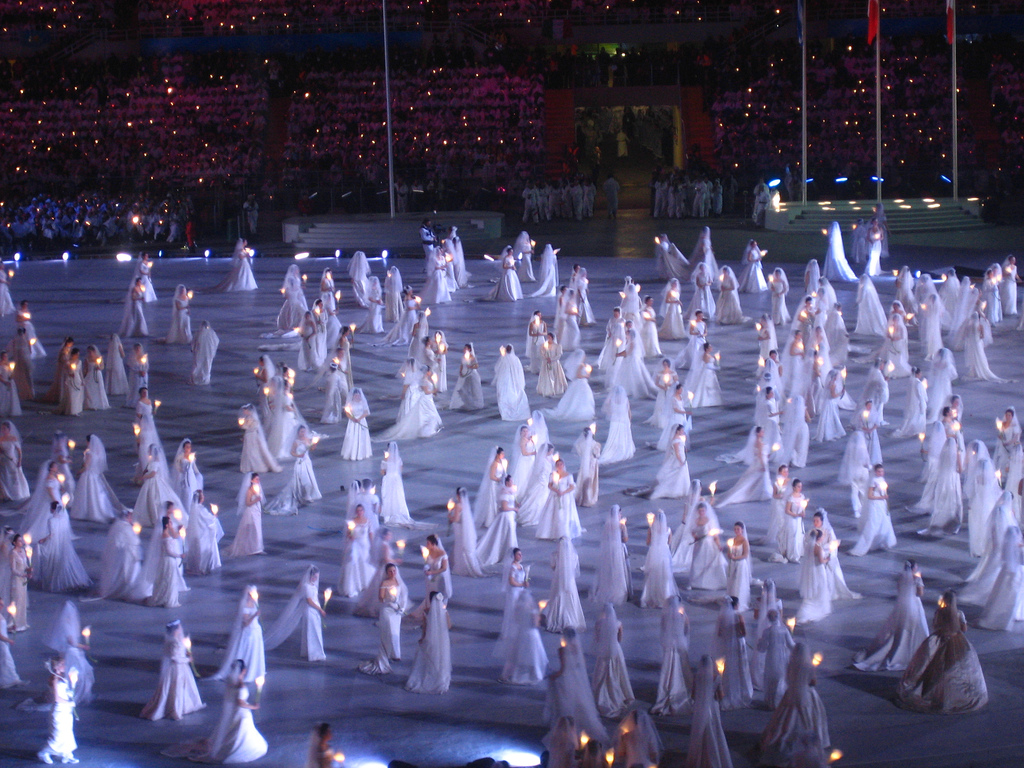
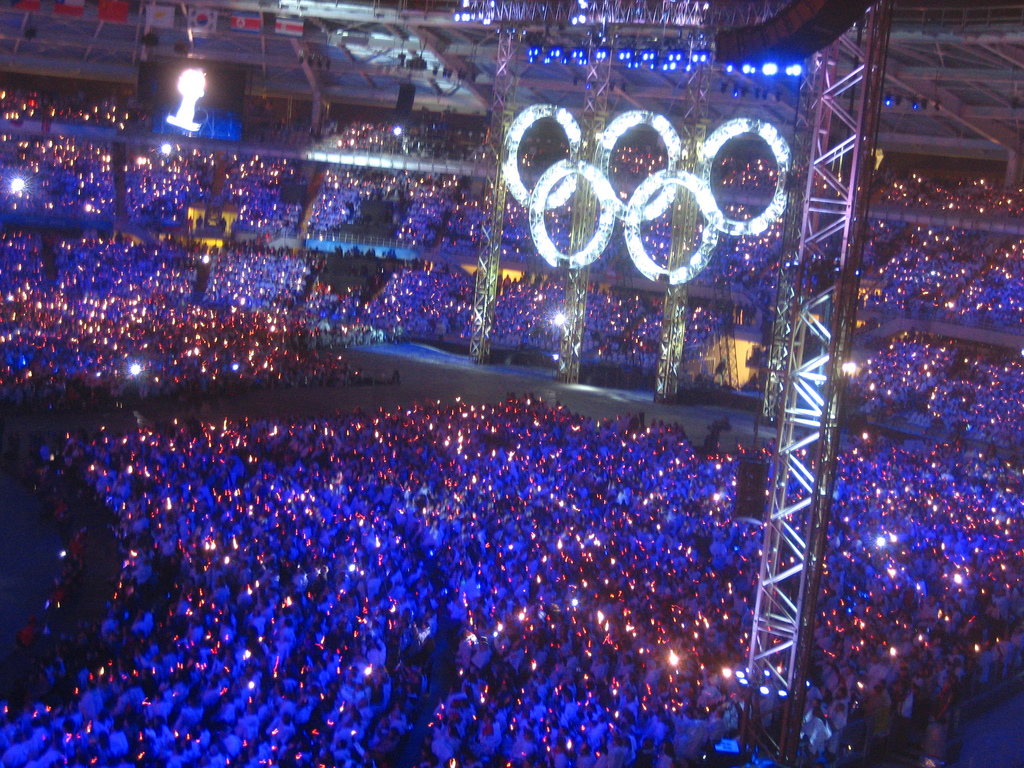